# 石川県道49号深谷中浜線
石川県道49号深谷中浜線（いしかわけんどう49ごう ふかたになかはません）は、石川県羽咋郡志賀町を通る県道（主要地方道）である。

## 概要
羽咋郡志賀町（旧羽咋郡富来町）と輪島市（旧鳳珠郡門前町）の境界から志賀町富来地区中心部を結ぶ路線である。国道249号が並行しているが、国道が山間部を北から南へ縦断しているのに対し、当県道は能登金剛（関野鼻、ヤセの断崖）などの景勝地がある海岸線を南西に沿って進む。起点から、関野鼻、ヤセの断崖、鹿頭（ししず）などの集落を経ながら海岸線にそって南下する。千ノ浦（ちのうら）地内で海岸線にそって東へコースを取り、酒見川河口部にある酒見新橋詰の交差点からは酒見集落内を避けて東へ直線状に敷かれたバイパスを経て終点に至る。
起終点にかけては両側2車線（片側1車線）の幅員があるものの、大部分の区間は狭隘な区間が多数ある。待避所が所々に設置されているものの、普通自動車1台が辛うじて通行できるほど狭小な区間もある。特に西海地区内は、集落の合間を縫うように県道が指定されているため、狭隘だけでなく、見通しも悪い。
鹿頭地区から酒見地区にかけて、当県道とは別に、丘陵地の上を横断する道路（志賀町道鹿頭酒見線）が整備されている。この町道は当県道とは異なり、全区間両側2車線（片側1車線）の幅員が確保されており、大型車の行き違いも容易である。このため、町道の起点部にあたる鹿頭地内の交差点に立てられている案内標識には「金沢方面」を標す矢印の向きが町道を指している。

### 路線データ
- 起点：石川県羽咋郡志賀町深谷ツ3番1地先（国道249号交点）
- 終点：石川県羽咋郡志賀町中浜ヌ4番1地先（中浜交差点・国道249号交点）

## 歴史
- 1960年（昭和35年）10月15日 - 路線認定。
- 1993年（平成5年）5月11日 - 建設省から、県道深谷中浜線が深谷中浜線として主要地方道に指定される[1]。

## 地理

### 通過する自治体
- 羽咋郡志賀町

### 交差する道路
- 国道249号（羽咋郡志賀町笹波、起点）
- 国道249号（羽咋郡志賀町給分・増穂交差点、終点）